# CIBC Theatre
Le CIBC Theatre (autrefois connu sous les noms LaSalle Bank Theatre, Sam Shubert Theatre et Majestic Theatre) est un théâtre d'une capacité d'accueil de 1 800 places situé au 18 West Monroe Street dans le secteur du Loop à Chicago (Illinois). Le théâtre présente des spectacles de Broadway en tournée. Il est exploité par la compagnie Broadway in Chicago.

## Histoire

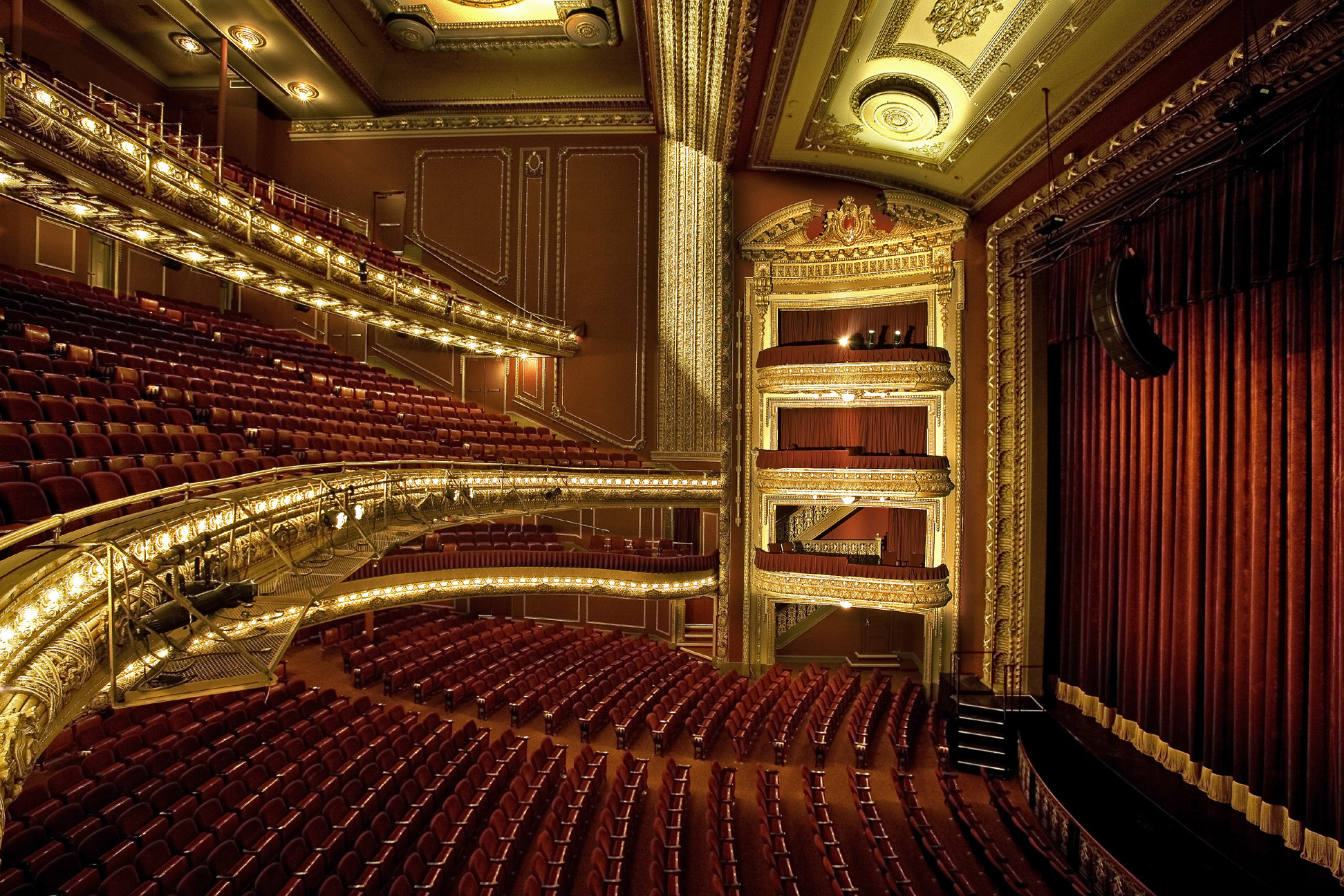
Auditorium du théâtre

Le théâtre ouvre ses portes en 1906 comme étant le Majestic Theatre, du nom du majestueux bâtiment dans lequel il se trouvait. Le Majestic est à l'origine un théâtre populaire de vaudeville. En 1920, le théâtre devient une partie du circuit Orpheum et présente de nombreuses têtes d'affiche célèbres, dont le vaudeville Eddie Foy, Harry Houdini, Lillie Langtry, et Mabel McKinley.
En 1932, le théâtre ferme ses portes durant la Grande Dépression. En 1945, le théâtre est acheté par l'Organisation Shubert, restauré, et a rouvert sous le nom Sam Shubert Theatre. Le bâtiment a été vendu à l'Organisation Nederlander en 1991. Jusqu'en 1997, le bâtiment est la propriété du Chicago Public Schools, puis est ensuite racheté par Nederlander. Entre janvier 2005 et mai 2006, le théâtre subit des travaux, avec notamment l'installation d'ascenseurs et un changement de nom. Depuis 2000, le théâtre est exploité par Broadway in Chicago et accueille des productions pré-Broadway et d'autres créations mondiales. En mai 2008, le théâtre est rebaptisé Bank of America Theatre.

## Productions notables
Pendant la période où le théâtre était dirigé par Shubert, le lieu a accueilli la première de The Goodbye Girl en 1993 avant que le spectacle ne parte à Broadway. En juillet 1995, l'adaptation scénique de Victor / Victoria a été créée avec Julie Andrews, Tony Roberts et Michael Nouri. En décembre 2001, John Lithgow a joué dans Sweet Smell of Success. Movin 'Out, basé sur les chansons de Billy Joel, conçu, chorégraphié et réalisé par Twyla Tharp, a été créé en juin 2002. La production finale avant rénovation était le Spamalot des Monty Python qui a commencé sa tournée pré-Broadway en décembre 2004.
Ce théâtre a accueilli de nombreuses tournées pré-Broadway et plusieurs premières mondiales. Michael Crawford a joué un concert pour la soirée d'ouverture du théâtre nouvellement restauré le 24 mai 2006. Martin Short a joué dans sa satire Martin Short: Fame Becomes Me pendant deux semaines en juillet 2006. High School Musical a été créée en juillet 2007 lors de sa tournée pré-Broadway. Jersey Boys a débuté ici en octobre 2007, suivi de la pré-Broadway première de Kinky Boots en octobre et novembre 2012. Le théâtre a organisé une production de  The Book of Mormon qui a officiellement ouvert ses portes le 19 décembre 2012 jusqu'au 6 octobre 2013. En décembre 2015, le théâtre a accueilli la comédie musicale Gotta Dance mise en scène et chorégraphiée par Jerry Mitchell. Le théâtre accueille une production de Hamilton du 27 septembre 2016 au 5 janvier 2020.